# بنية تحتية هيدروجينية

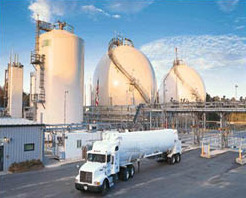

البنية التحتية الهيدروجينية عبارة عن البنية التحتية للأنابيب والمحطات لتوزيع وبيع وقود الهيدروجين.

## الشبكة

### نقل الهيدروجين عبر خطوط الأنابيب
يقصد بنقل الهيدروجين عبر خطوط الأنابيب نقل الهيدروجين عبر خطوط كجزء من البنية التحتية الهيدروجينية. ويستخدم نقل الهيدروجين عبر خطوط الأنابيب لتوصيل نقطة إنتاج الهيدروجين] أو نقطة تسليم الهيدروجين بنقطة الطلب، وتشبه تكاليف النقل عبر خطوط الأنابيب الغاز الطبيعي المضغوط (CNG)، وقد أثبتت تلك التقنية كفاءتها، إلا أن أغلب الهيدروجين يتم إنتاجه في مكان الطلب مع وجود منشأة إنتاج صناعية كل 50 إلى 100 ميل (80 إلى 161 كـم). ومع حلول عام 2004، كان هناك 900 ميل (1,448 كـم) من خطوط أنابيب الضغط المنخفض في الولايات المتحدة و930 ميل (1,497 كـم) منها في أووربا.
ويرى معمل الطاقة المتجددة القومي أن مقاطعات الولايات المتحدة لديها قدرة على إنتاج المزيد من الهيدروجين المتجدد لمركبات خلايا الوقود بشكل أكبر من البنزين الذي استهلكته تلك المقاطعات في عام 2002.

## محطات الهيدروجين والطرق السريعة الهيدروجينية
تحصل محطات الهيدروجين التي لا تكون مجاورة لخطوط أنابيب الهيدروجين على إمداداتها من خلال خزانات الهيدروجين أو مقطورات أنابيب الهيدروجين المضغوط أو مقطورات الهيدروجين السائل أو شاحنات خزانات الهيدروجين السائل أو الإنتاج المخصص في الموقع. كما توفر بعض الشركات، مثل آي تي إم باور الحلول لتصنيع الهيدروجين الخاص بك (لاستخدامه في السيارات) في المنزل. والطرق السريعة الهيدروجينية عبارة عن سلسلة من محطات التعبئة المزودة بالهيدروجين وغيرها من البنية التحتية على الطريق أو الطريق السريع بما يسمح بحركة السيارات الهيدروجينية على هذا الطريق.
وتضم ولاية ساوث كارولاينا طريق سريع مزود بالهيدروجين بين القدرات المتاحة في هذه الولاية. وتوجد حاليًا محطتان للتزود بوقود الهيدروجين، في آيكن وفي كولومبيا، في ولاية ساوث كارولاينا. ومن المتوقع أن يتم توفير المزيد من المحطات في مختلف أرجاء ساوث كارولينا في مواقع مثل شارليستون وميرتل بيتش وجرينفيل وفلورنس. ووفقًا لاتحاد ساوث كارولينا لخلايا الهيدروجين والوقود، فإن القدرة الحالية لمحطة كولومبيا هي 120 كجم في اليوم، مع وجود خطط مستقبلية لتطوير إنتاج الهيدروجين في الموقع من التحليل الكهربي وإعادة التكوين. أما محطة آيكن، فقدرتها الحالية 80 كجم. وهناك تمويل هائل لأبحاث خلايا وقود الهيدروجين والبنية التحتية في ساوث كارولينا. وقد تلقت جامعة ساوث كاورلينا، وهي عضو ممول لاتحاد ساوث كارولينا لخلايا الهيدروجين والوقود، 12.5 مليون دولار من وزارة الطاقة نظير برنامج الوقود المستقبلي الخاص بها.
وتعد مبادرة الطريق السريع الهيدروجيني في كاليفورنيا مبادرة قدمها حاكم ولاية كاليفورنيا لتنفيذ سلسلة من محطات إعادة التزود بالهيدروجين في مختلف أرجاء الولاية. ويتم استخدام هذه المحطات لإعادة تزويد السيارات الهيدروجينية بالوقود، مثل سيارات خلايا الوقود وسيارات احتراق الهيدروجين. ومن يوليو 2007، كانت ولاية كاليفورنيا تحتوي على 179 سيارة تعمل بخلايا الوقود بالإضافة إلى خمس وعشرين محطة تزويد عاملة،  وكان من المخطط له إنشاء عشر محطات إضافية للتجميع في كاليفورنيا. ومع ذلك، كان هناك بالفعل ثلاث محطات للتزود بالهيدروجين تخرج من الخدمة.
في مايو من عام 2010، أطلقت منظمة الأمم المتحدة للتنمية الصناعية (UNIDO)، نيابة عن المركز الدولي لتقنيات الطاقة الهيدروجينية، دعوة لعطاء متعلق بتوفير وتركيب منشأة إنتاج وتخزين وتزويد بالهيدروجين مع نهاية عام 2011 في القرن الذهبي في إسطنبول. ويتم استخدام هذه المحطة لإعادة تزويد قوارب الركاب التي تعمل بخلايا الوقود الهيدروجيني بالإضافة إلى حافلات الاحتراق الهيدروجيني الداخلي.